# Węglewo (gromada)
Węglewo – dawna gromada, czyli najmniejsza jednostka podziału terytorialnego Polskiej Rzeczypospolitej Ludowej w latach 1954–1972.
Gromady, z gromadzkimi radami narodowymi (GRN) jako organami władzy najniższego stopnia na wsi, funkcjonowały od reformy reorganizującej administrację wiejską przeprowadzonej jesienią 1954 do momentu ich zniesienia z dniem 1 stycznia 1973, tym samym wypierając organizację gminną w latach 1954–1972.
Gromadę Węglewo z siedzibą GRN w Węglewie utworzono – jako jedną z 8759 gromad na obszarze Polski – w powiecie poznańskim w woj. poznańskim, na mocy uchwały nr 33/54 WRN w Poznaniu z dnia 5 października 1954. W skład jednostki weszły obszary dotychczasowych gromad Podarzewo i Węglewo, ponadto miejscowości Pomarzanowice i Pomarzanki z dotychczasowej gromady Złotniczki oraz miejscowość Łagiewniki z dotychczasowej gromady Łagiewniki – ze zniesionej gminy Polskawieś w powiecie poznańskim, a także miejscowość Latalice z dotychczasowej gromady Latalice ze zniesionej gminy Łubowo w powiecie gnieźnieńskim w tymże województwie. Dla gromady ustalono 12 członków gromadzkiej rady narodowej.
29 lutego 1956 z gromady Węglewo wyłączono część wsi Latalice, obejmującą gospodarstwa rolne położone na uboczu wsi Latalice między wsiami Moraczewo a Lednogóra, włączając ją do wsi Rybitwy w gromadzie Lednogóra w powiecie gnieźnieńskim w tymże województwie.
Gromadę zniesiono 1 stycznia 1960, a jej obszar włączono do gromady Pobiedziska w tymże powiecie.